# Laestrygones otagoensis
Laestrygones otagoensis är en spindelart som beskrevs av Forster 1970. Laestrygones otagoensis ingår i släktet Laestrygones och familjen Desidae. Inga underarter finns listade i Catalogue of Life.